# Kern & Sohn
Kern en later Kern & Sohn is een Duitse firma die weeg- en meettoestellen produceert. 

## Geschiedenis
De firma Kern werd in 1844 opgericht door Gottlieb Kern voor de productie van precisieweegschalen voor goudsmeden, apotheken en andere wetenschappelijke toepassingen. 
Gottlieb Kern nam zijn stiefzoon in de zaak en overleed zelf in 1886. De stiefzoon Albert Sauters nam de leiding van de firma over. In 1903 volgde Gustav Sauters zijn vader Albert op. 
In 1923 komt de firma in slecht daglicht omdat blijkt dat tijdens de inflatie de lonen werden uitbetaald met zelf gedrukt geld. 
In 2000 werden de gebouwen te Balingen volledig vernieuwd. 
De firma krijgt een aantal toelatingen waaronder tot productie van medische toestellen in 2007, tot zelfijking in 2008 en voor het vervaardigen van lengte latten in 2009.